# Goodison Park
Goodison Park je fotbalový stadion ležící v anglickém městě Liverpool. Svá domácí utkání zde odehrával ligový klub Everton FC, který na stadionu působil od jeho založení v roce 1892 až do roku 2025. Goodison Park v současnosti pojme 39 572 diváků, všechna místa jsou k sezení.
Stadion hostil nejvíce prvoligových zápasů ze všech dosud stojících stadionů v celé Anglii. Od založení Premier League v roce 1992 pak také hostil maximální počet domácích ligových zápasů, protože samotný Everton je členem nejvyšší soutěže nepřetržitě od roku 1954. Celkově byl klub mimo anglickou nejvyšší soutěže pouze ve čtyřech sezónách, s tím že sestoupil pouze ve dvou případech (v roce 1930 a 1951).
Mimo domácí zápasy Evertonu stadion dále hostil dvě finále FA Cupu, několik mezinárodních reprezentačních utkání, včetně několika zápasů na Mistrovství světa ve fotbale v roce 1966. Stadionu patřil několik desetiletí rekord v počtu platících diváků příchozích na zápas v ženském fotbale, který byl odehrán v roce 1920. Ten byl překonán až po 92 letech na Letních olympijských hrách v roce 2012.
Everton FC plánoval přestěhovat se na nový stadion Everton Stadium v Bramley-Moore Dock už v roce 2024. Jenže klub jsi to rozmyslel a rozhodl se opustit svůj dlouholetý domov na konci sezóny 2024-25, po kterém by měl být Goodison Park zbořen.